# Hummuli (gemeente)
Hummuli (Estisch: Hummuli vald) was een gemeente in de Estische provincie Valgamaa. De gemeente telde 802 inwoners op 1 januari 2017 en had een oppervlakte van 162,7 km². De hoofdplaats was Hummuli. Hummuli was een van de gemeenten waar Mulgi gesproken werd, een apart dialect van het Estisch.
In oktober 2017 werd Hummuli bij de gemeente Tõrva gevoegd.

## Geografie
De gemeente grensde in het zuiden aan Letland.

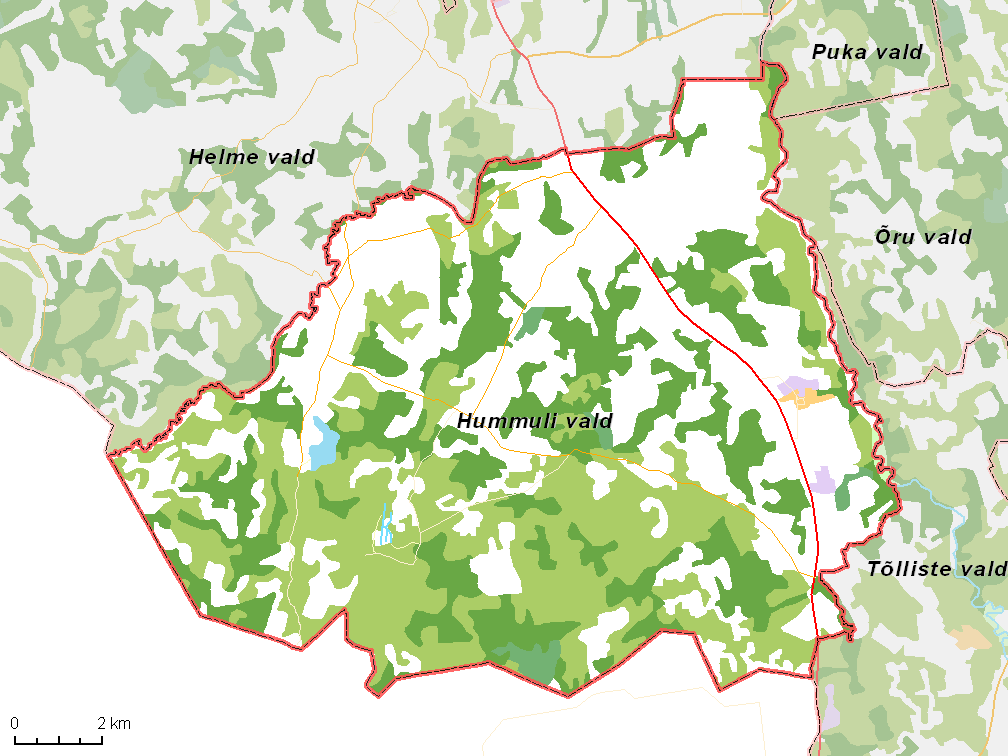
De gemeente met omliggende gemeenten, situatie begin 2017